# Centre sportif du grand séminaire de l'évêché
 (novembre 2019).
Si vous disposez d'ouvrages ou d'articles de référence ou si vous connaissez des sites web de qualité traitant du thème abordé ici, merci de compléter l'article en donnant les références utiles à sa vérifiabilité et en les liant à la section « Notes et références ».
Le Centre sportif du grand séminaire de l'évêché, situé au numéro 40 de la rue des Prémontrés au cœur de la ville de Liège, est un ensemble conçu par l'architecte Jules Mozin, membre du Groupe EGAU, dans la première moitié des années 1960. Sa construction s'achève en 1965.

## Situation
Situé au numéro 40 de la rue des Prémontrés, au cœur de la ville de Liège, le Centre sportif du grand séminaire de l'évêché est situé dans un îlot triangulaire encadré par le quai Paul Van Hoegaerden, la rue des Prémontrés et la rue André Dumont. L'ensemble se situe proche du pont Kennedy, de la résidence Kennedy et de la bibliothèque Chiroux.

## Contexte historique et architectural
Dans les années 1930, le Groupe l'Équerre fait entrer l'architecture moderniste dans la ville liégeoise. Notamment par la conception du plan de l'exposition internationale de l'eau à Liège en 1939.
C'est à cette période qu'émergent une série d'architectes liégeois, Charles Carlier, Yvon Falise, Hyacinthe L'Hoest et Jules Mozin. Ces quatre architectes modernistes vont fonder le Groupe EGAU.
Ils vont réaliser la plupart de leurs projets entre 1950 et 1970 en région liégeoise.

## Le groupe E.G.A.U.
C'est une association d'architectes composée de Charles Carlier, Yvon Falise, Hyacinthe L'Hoest et Jules Mozin. Ils ont réalisé une série de projets à succès dans la cité ardente. Ceux-ci sont caractérisés par une architecture moderniste, brutaliste et fonctionnaliste. 

## Le Centre sportif du Grand Séminaire

### La commande
En 1962, le grand séminaire de Liège souhaite compter un nouveau centre sportif dans ses infrastructures. Il fait appel au Groupe EGAU pour la réalisation de ce projet. Celui-ci devra servir à l'éducation physique des jeunes présents au sein du séminaire. Le but premier est donc pédagogique. Le complexe sera composé d'un hall de sport, d'une piscine, de vestiaires, de sanitaires, d'une bibliothèque et de locaux administratifs.
Par une volonté d'isolement, un tunnel devra relier le grand séminaire et le centre sportif, afin de protéger les jeunes des regards et de la circulation.
Ce bâtiment devra être construit avec une économie de temps et de moyens.

### Implantation et orientation
Situé juste à côté du grand séminaire, Le complexe est construit sur une parcelle largement boisée, qui constitue un réel poumon vert dans cette zone hautement urbanisée. 
Jules Mozin, responsable du projet, implante le complexe tel un pavillon. Il n'est pas orienté selon les voies entourant la parcelle, mais de manière à regarder le grand séminaire. Il est placé pratiquement dans l'axe est-ouest. Cette orientation, avec l'aide de la végétation, permettra d'éviter une exposition au sud, limitant ainsi la surchauffe du bâtiment. 
Jules Mozin prend également soin de conserver la nature présente sur le site. Les arbres permettront dès la mise en service du centre de préserver l'intimité des séminaristes. Cette intimité est soulignée par la présence d'une haute grille (constituée de piliers en briques et de barreaux métalliques) limitant l'accès au site, dès lors presque uniquement accessible via le tunnel.

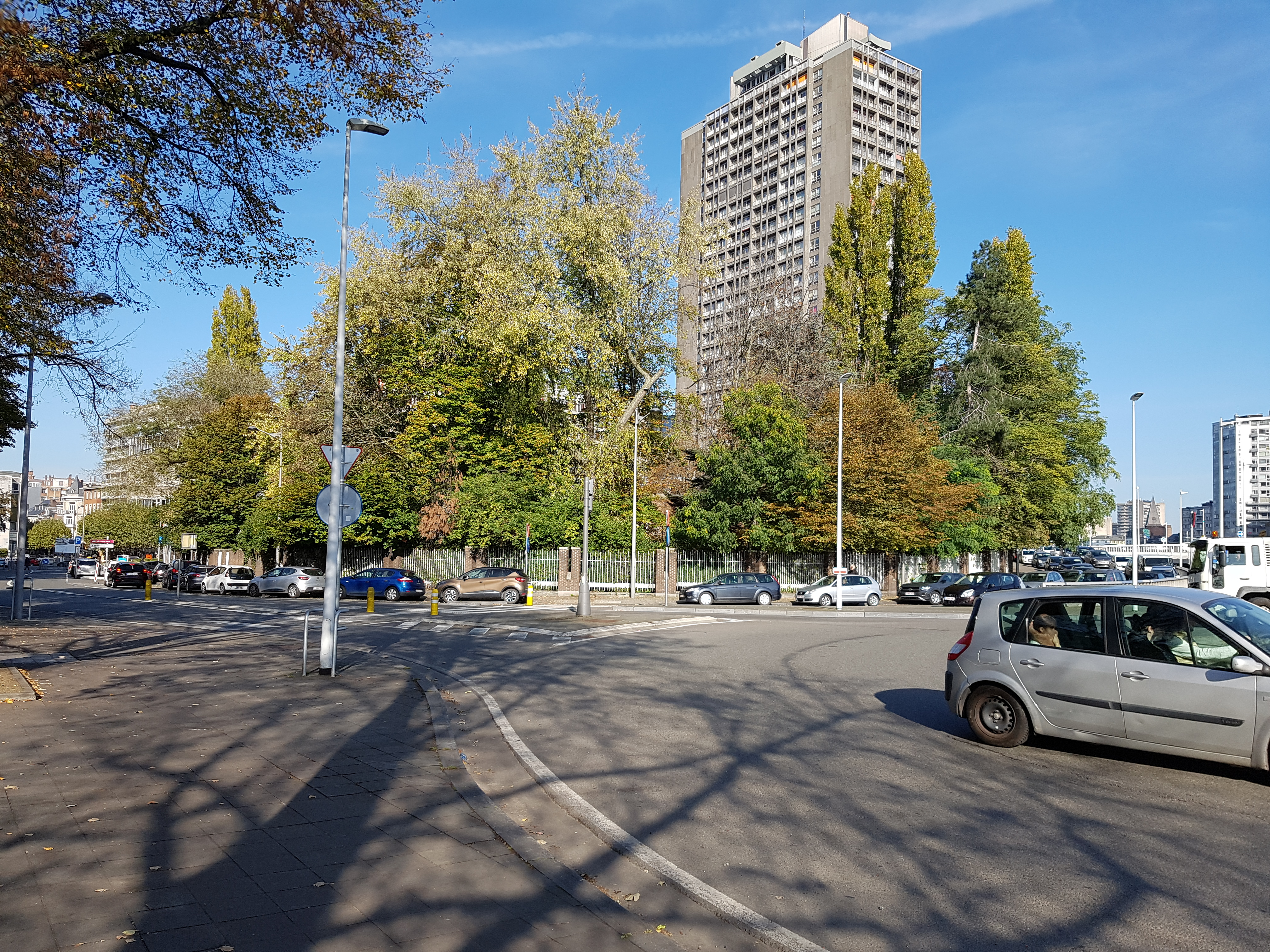
Poumon vert
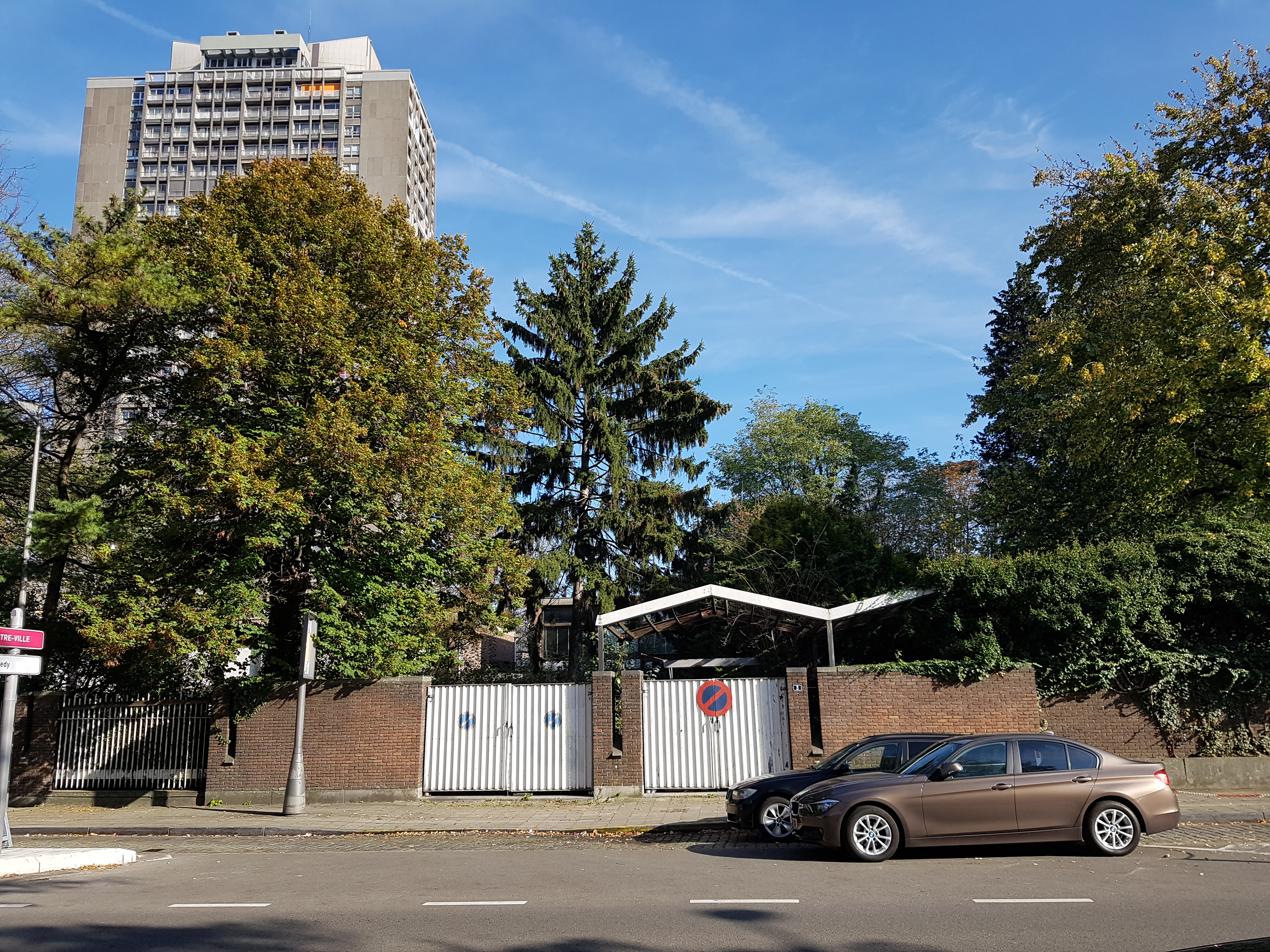
Barrière depuis l'extérieur (rue des Prémontrés).
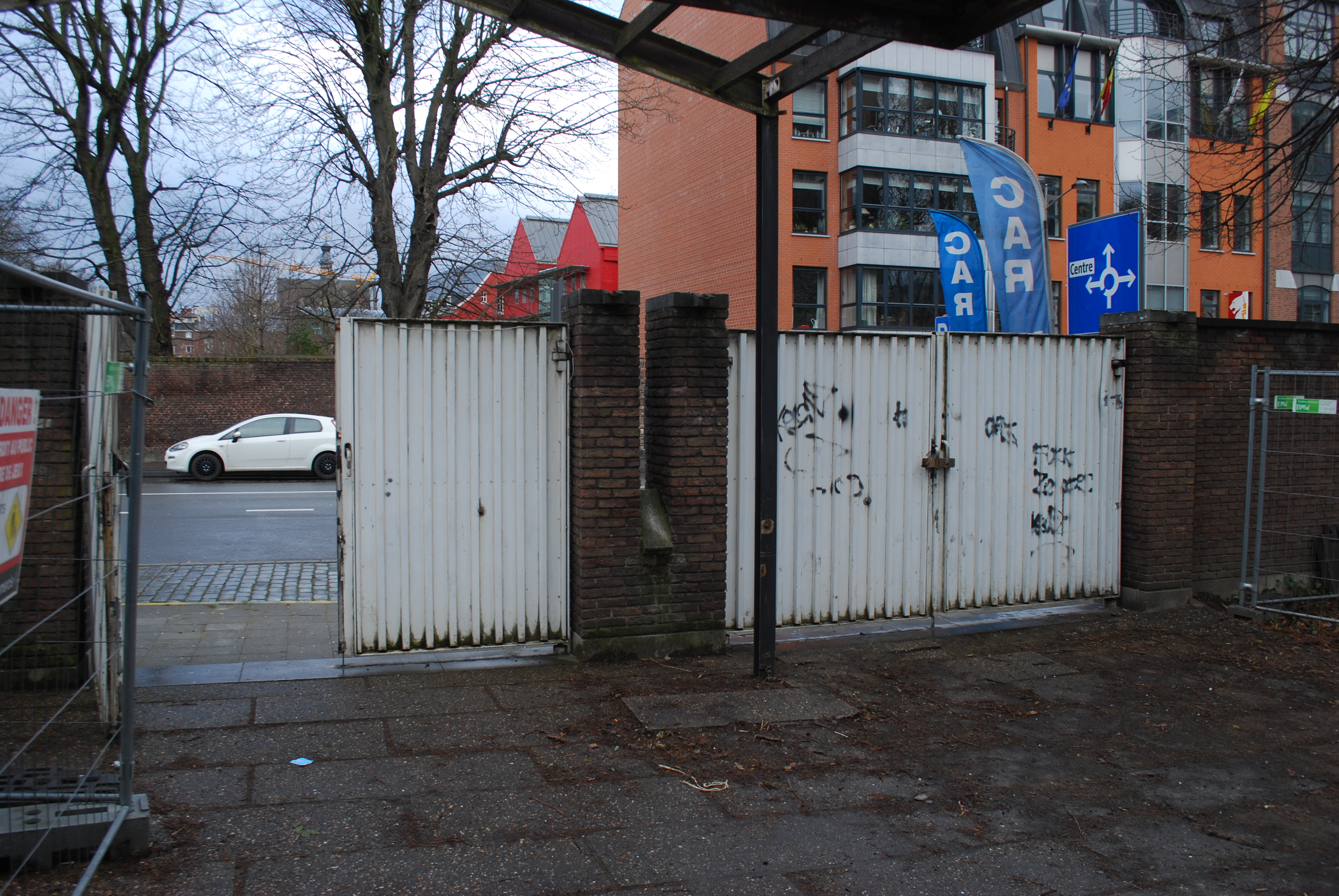
Barrière depuis l'intérieur du domaine du centre sportif.

### Scénographie de l'entrée
Depuis la sortie du tunnel provenant du grand séminaire, les jeunes sont guidés par un préau métallique vers l'entrée du bâtiment. Il est composé de portiques placés à intervalles réguliers, sous lesquelles est suspendue une toiture légère. 
Le cheminent est effectué parallèlement et perpendiculairement au bâti. La direction empruntée est accentuée par une rangée d'arbres. Avant d'entrer, un plan d'eau reflète le bâti et la nature. 

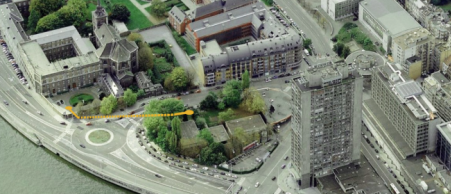
Tunnel - plan
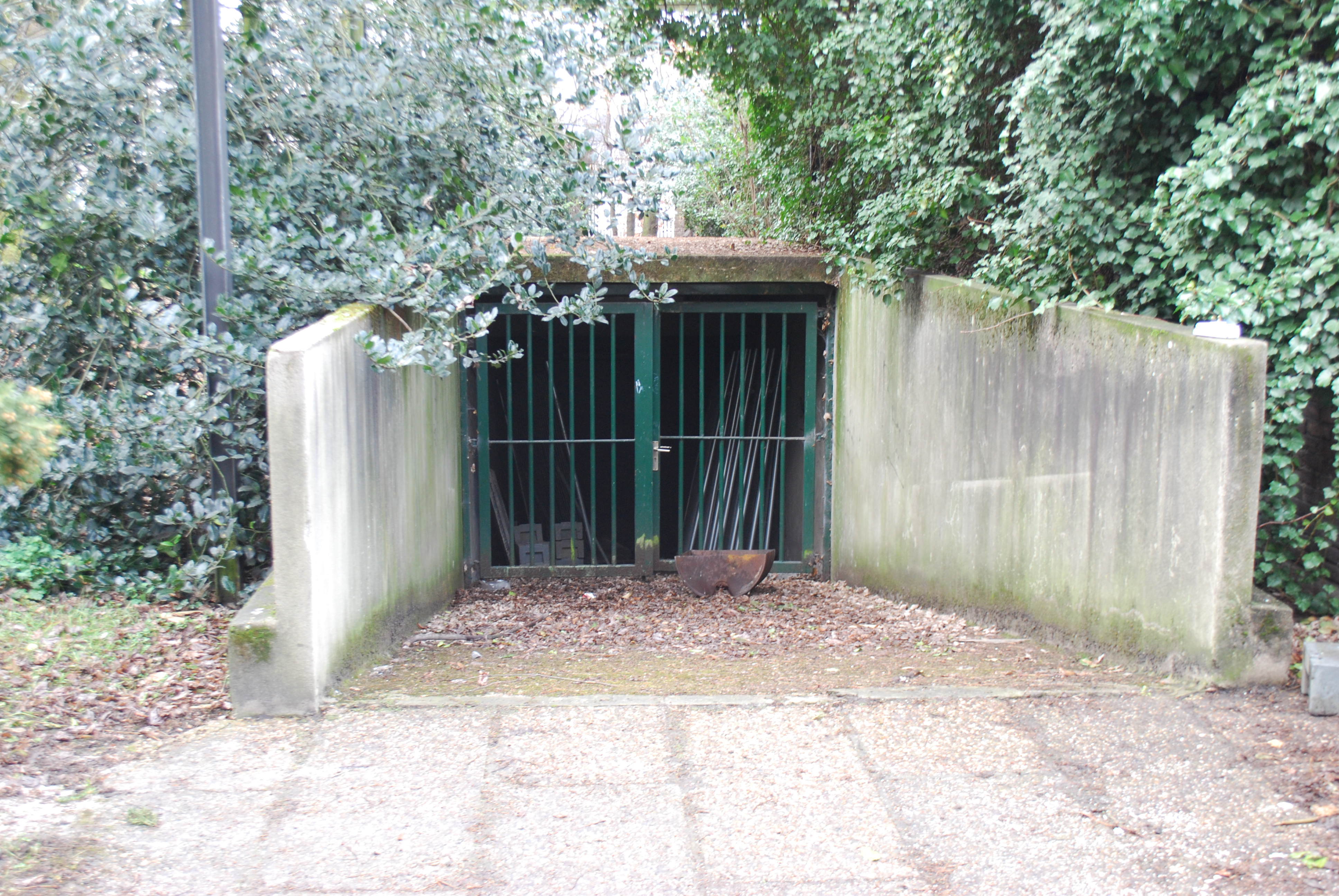
Sortie du tunnel - côté centre sportif
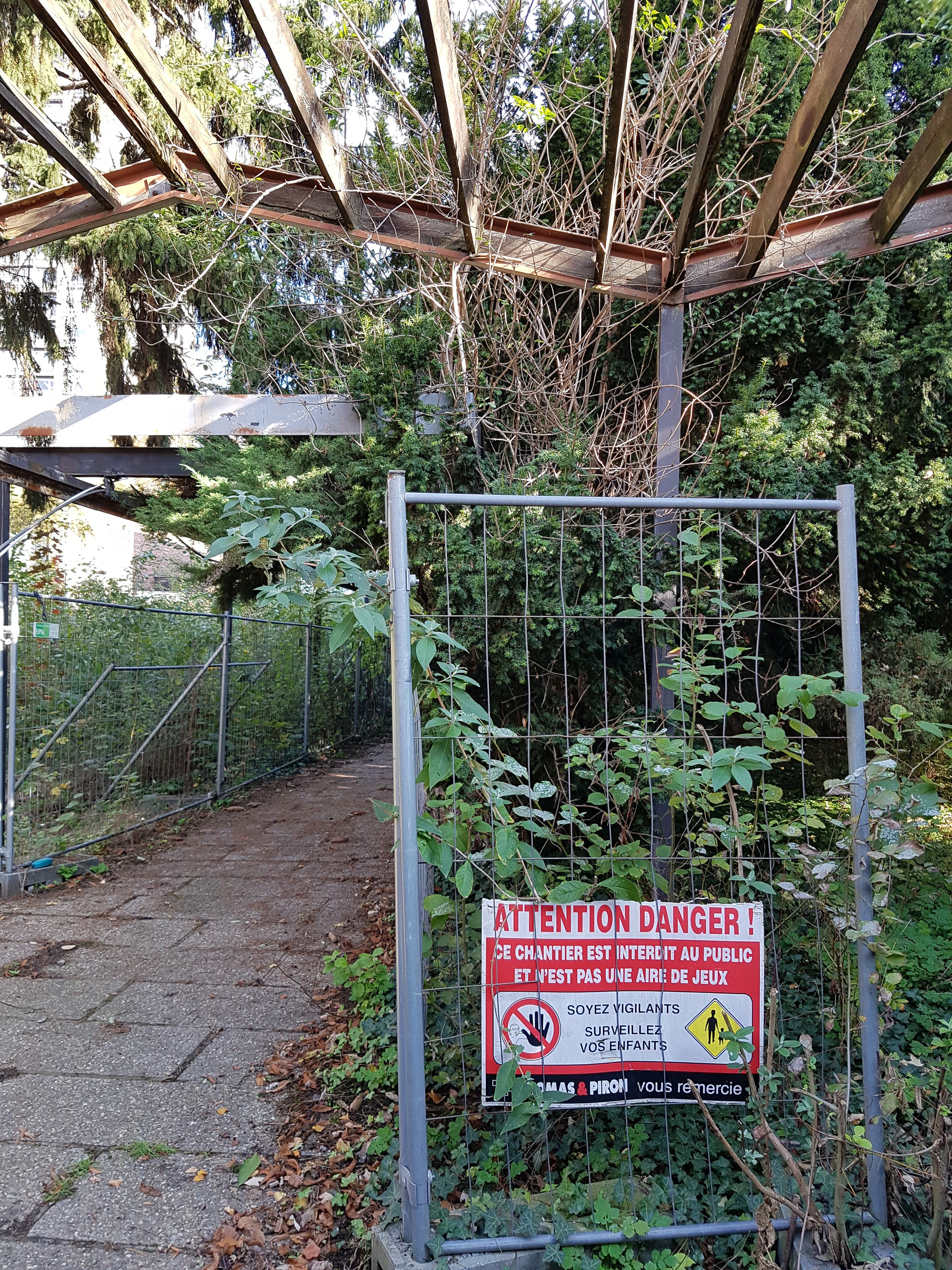
Portiques métalliques à doubles versants côté de la sortie du tunnel.
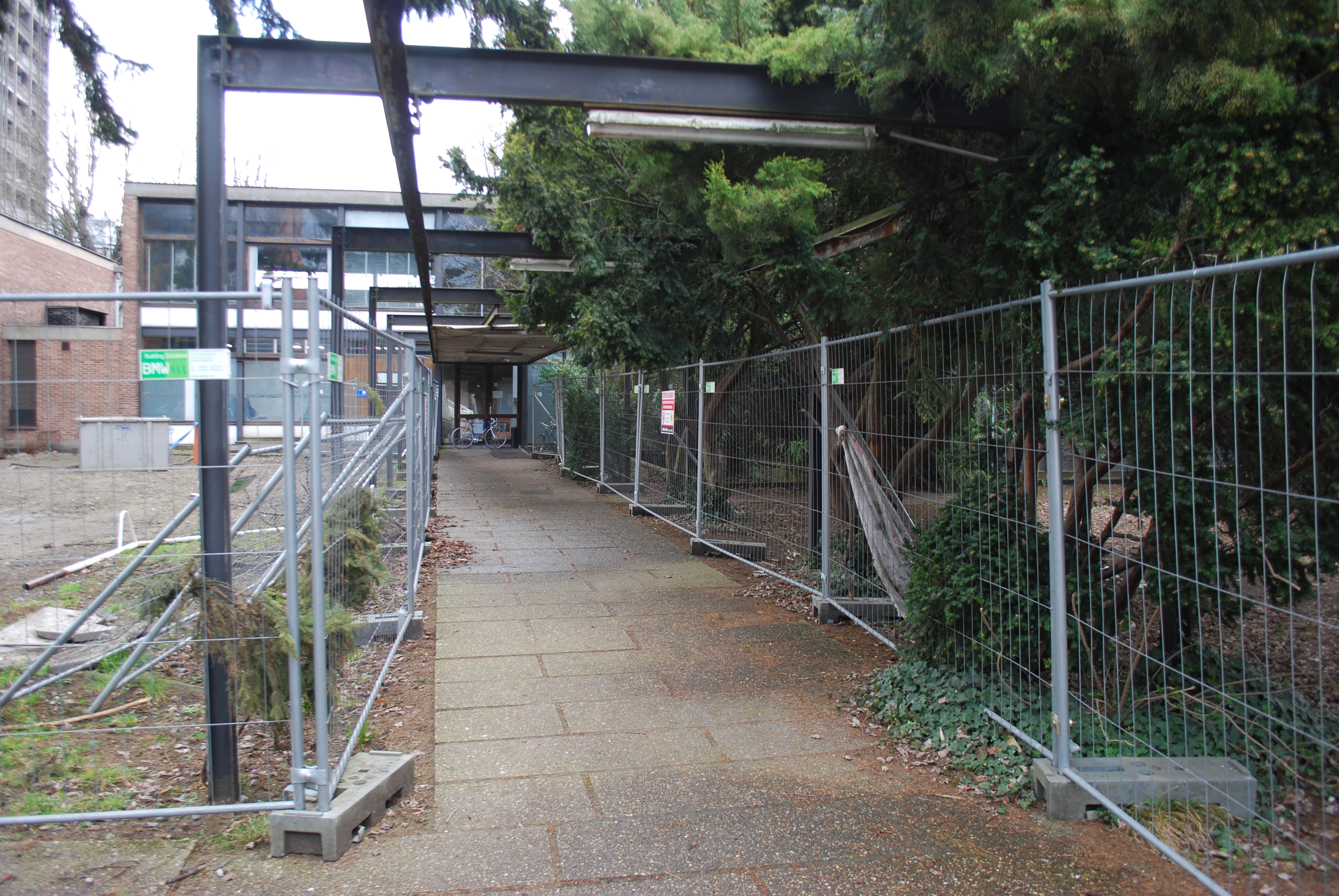
Portiques métalliques droits côté du centre sportif.
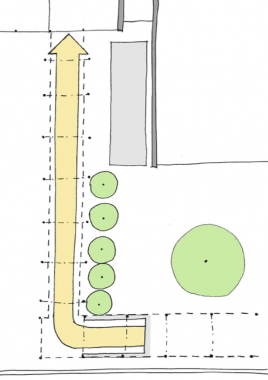
Cheminement

### Disposition des différentes fonctions
Le complexe comprend trois parties distinctes, autant en pan qu'en façade : la piscine (au nord), la salle de sport (au sud) et un élément central. La piscine et la salle de sport ont une double hauteur.
L'élément central joue le rôle d'accueil et distribue les deux autres parties. Mais il comprend également les vestiaires, l'administration, les services, une salle de jeux et de réunion et une bibliothèque.

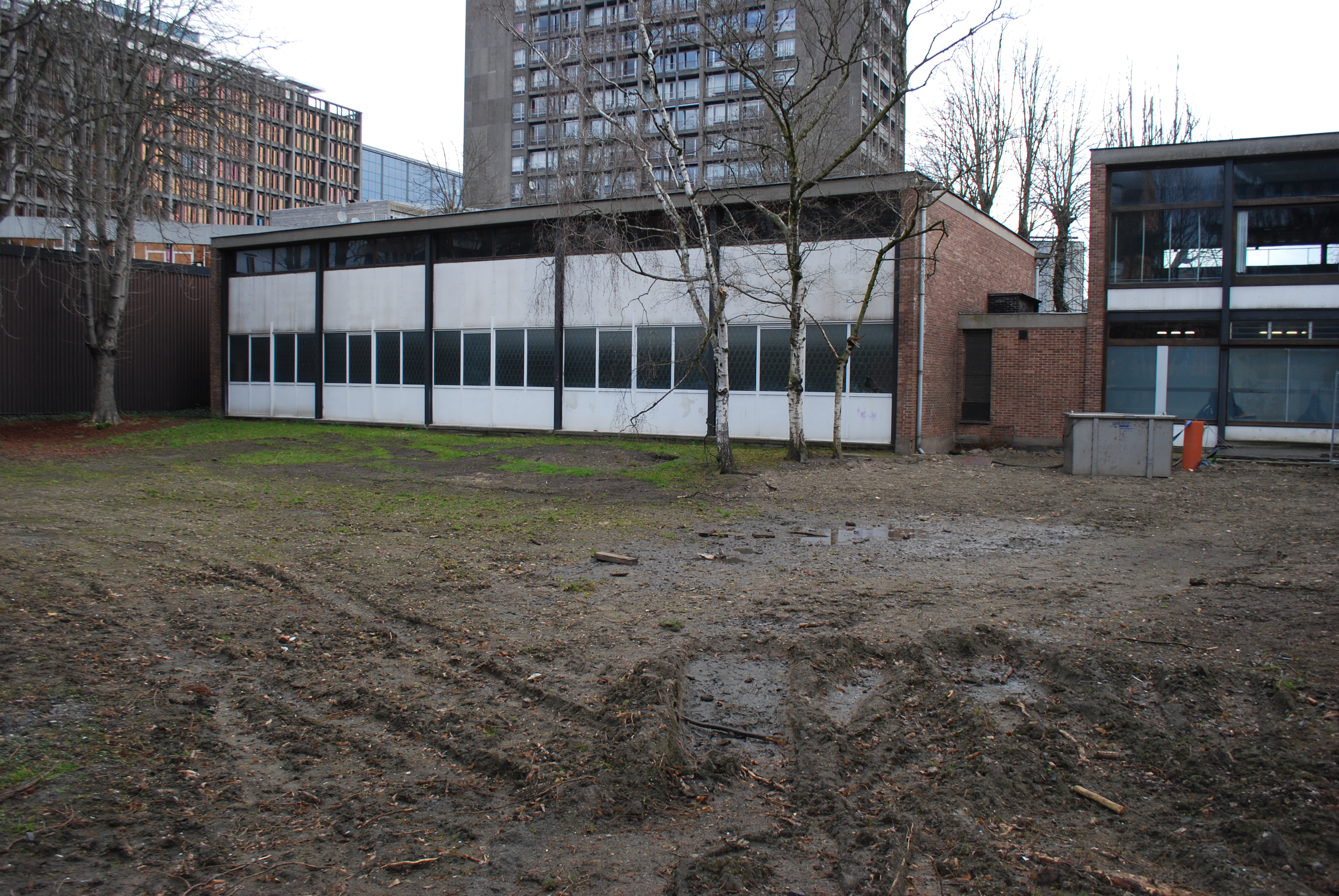
Partie piscine (au nord).
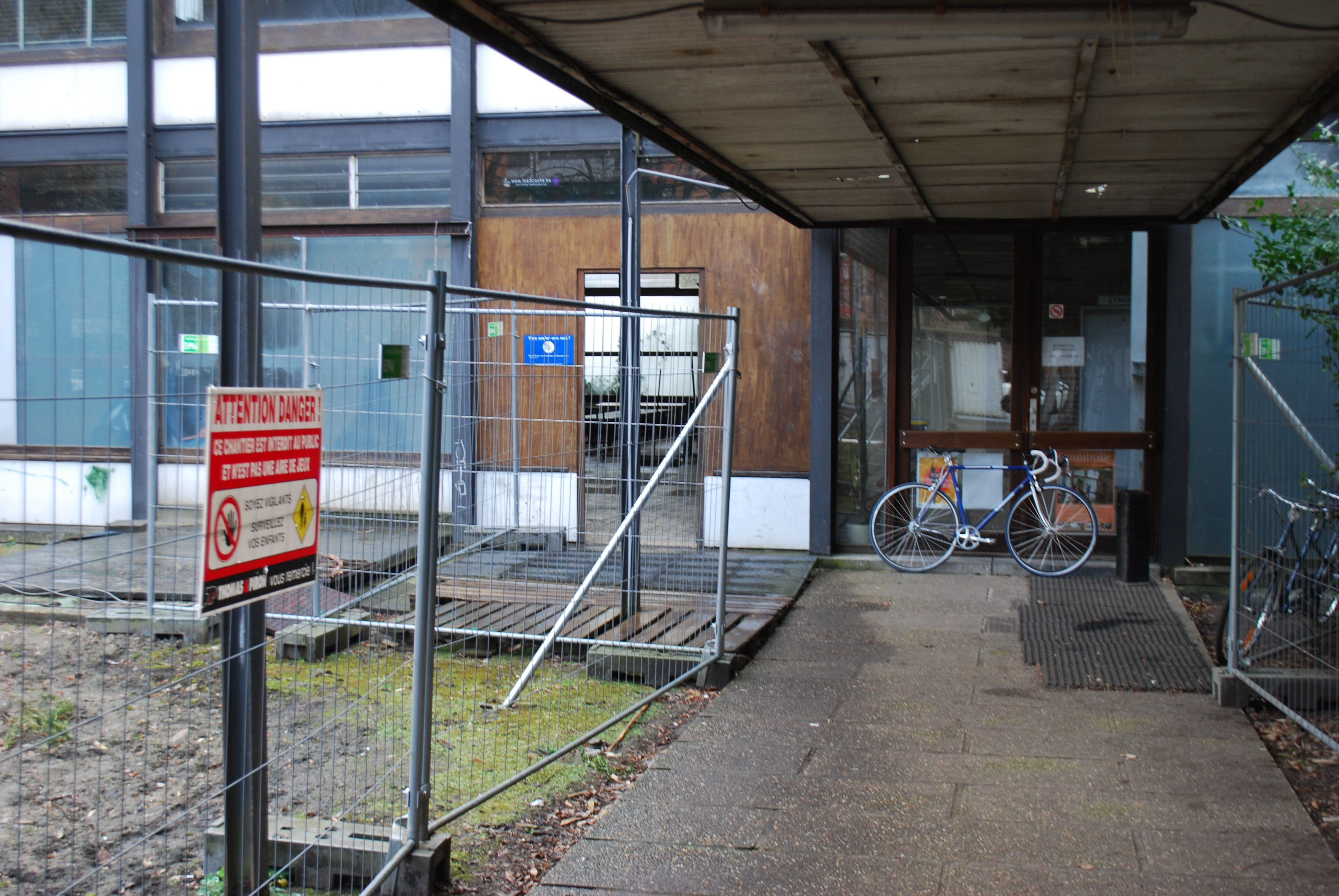
Partie centrale (accueil et distribution).
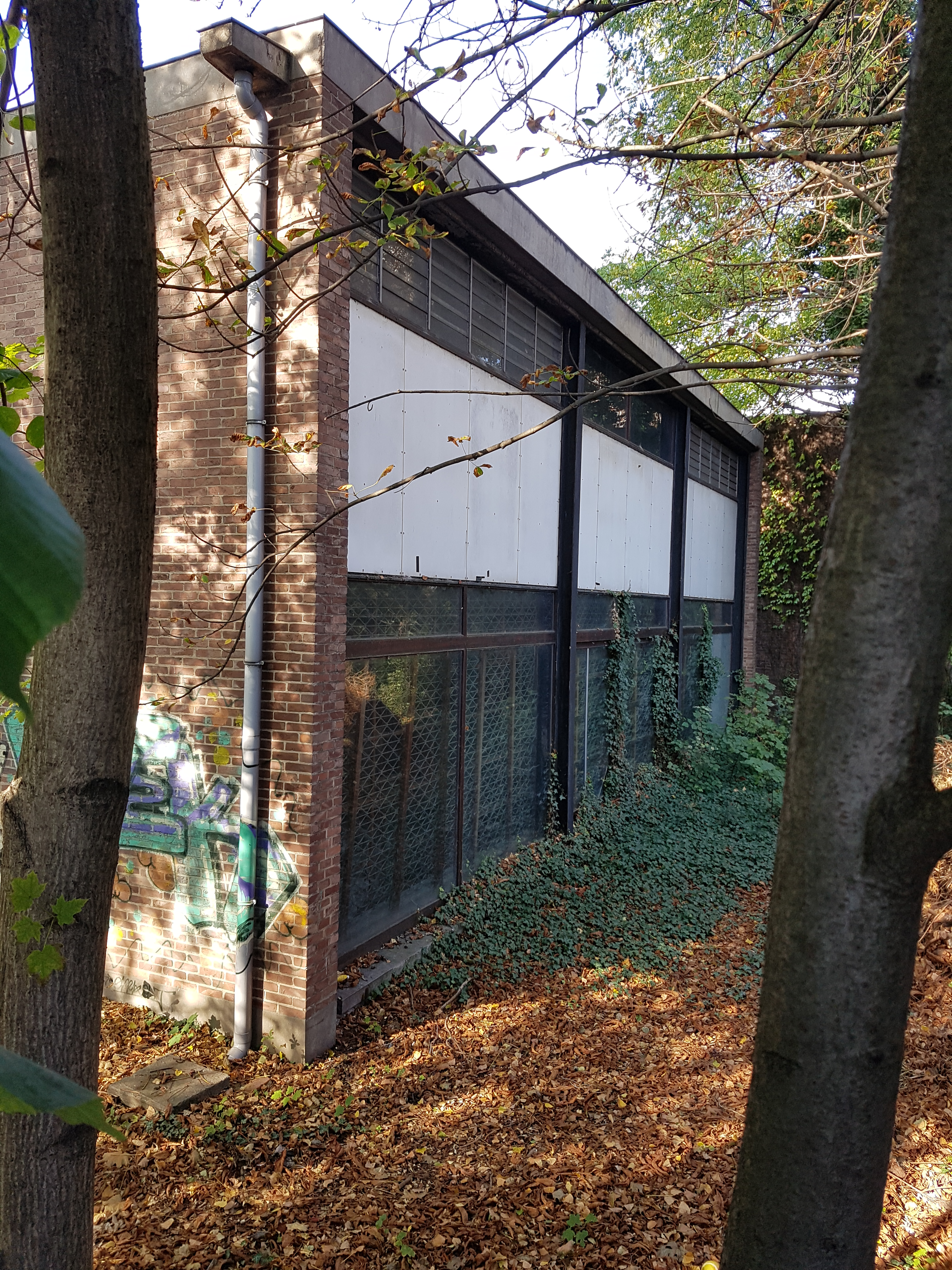
Partie salle de sport (au sud).

### Structures, parements et spécificités techniques
La structure du bâti est également constituée de portiques, notamment pour une rapidité de chantier. Ces portiques, répétés tous les 5 mètres, permettent une portée de 15 mètres. Les poutres, de type « Litzka[Quoi ?] », sont à âme perforée, ce qui leur confère une légèreté visuelle. Elles ne sont pas cachées, mais mises en avant. Elles sont posées sur des colonnes HEB[Quoi ?], visibles en façade. Elles donnent une rythmique au bâtiment.
Le parement est composé de briques (double mur avec un vide central permettant une ventilation et évitant la percolation de l'eau à l'intérieur) et de panneaux « glazal[Quoi ?] »
. C'est un panneau de type « sandwich » (plaque fibrociment amiante / isolant / plaque fibrociment amiante).
Malgré un rythme stricte dicté par les portiques, les façades sont différentes selon la fonction intérieure et selon l'orientation. Elles laissent passer plus ou moins de lumière et plus ou moins de vues vers l'extérieur ou/et vers l'intérieur.

Dans le hall sportif, le bandeau supérieur est composé d'éléments orientables en verre, afin d'aérer naturellement la salle. Le bandeau blanc intermédiaire (en panneau « glazal ») permet d'accrocher le panier de basket. La partie inférieure, constituée de grandes baies, laisse entrer la lumière et projette l'intérieur vers l'extérieur. Les châssis sont en bois (afzélia). La partie centrale comprend une baie coulissante permettant de sortir dans le parc. Des volets métalliques viennent les protéger lors événements sportifs.

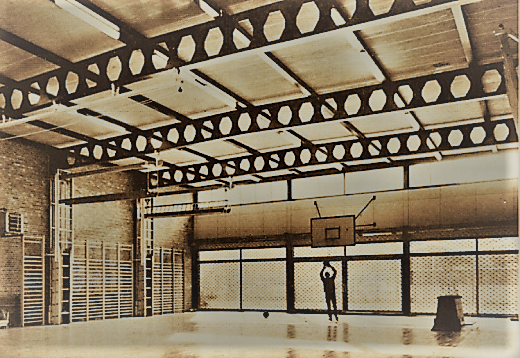
Salle de sport (Poutre Litzka, larges baies et bandeau)
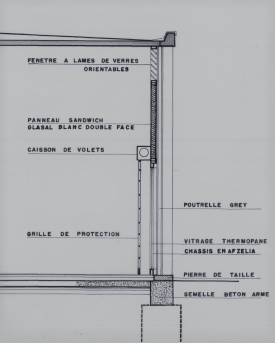
Coupe salle de sport (volet métalliques et éléments orientables en verre)

Dans la piscine, un des murs est constitué en majorité de briques pour limiter les vues du parking extérieur vers la piscine. Étant donné que ce mur laisse passer peu de lumière, un éclairage artificiel a été fixé aux colonnes de celui-ci. Le sens de portée des poutres est différent, ce qui induit une direction différente. Afin de cacher une gaine de ventilation, les architectes font appel à V. Paquot. Celui-ci est chargé de concevoir une sculpture blanche en bandeau cachant les éléments techniques.

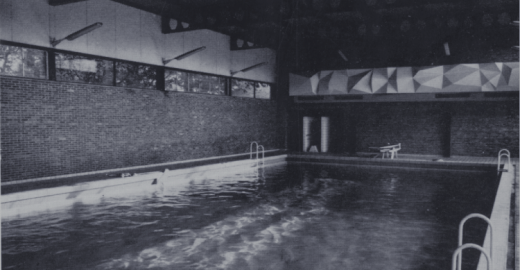
Piscine
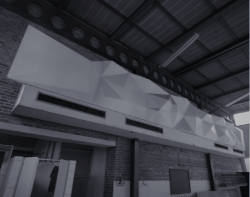
Sculpture de V. Paquot (cache les éléments techniques)
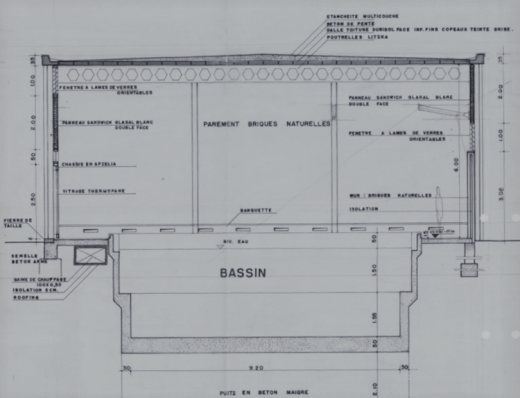
Coupe piscine (parois légèrement vitrée côté parking)

### Depuis 2005
Depuis 2005, le complexe est fermé au public.
En 2017, un avant-projet est introduit par des investisseurs en immobilier. Celui-ci a pour but de détruire le centre sportif pour y construire une série de logements, dont une tour de 40 mètres,. Cela supprimerait une partie du passé moderniste liégeois, un poumon vert en ville et divers équipements sportifs qui une fois remis à neuf feraient le bonheur de nombreux liégeois.
C'est pour ces raisons qu'une demande d'inscription au patrimoine de Wallonie a été introduite pour préserver le centre sportif du Grand Séminaire et son site de la destruction.

#### Sites internet
- « Menace imminente sur le site des Prémontrés », schreuer.org, site de François Schreuer, auteur : François Schreuer (conseillé communale de la Ville de Liège au nom de la Coopérative politique VEGA, directeur en chef de la revue « Dérivation »,…), https://www.schreuer.org/conseil/comptes-rendus/menace-imminente-sur-le-site-des-premontres.html, mis en ligne le 24 mai 2017, consulté le 25 octobre 2019.

- « Requiem pour la piscine de l’évêché », lechainonmanquant.be, ancien site de la revue Dériation, journal en ligne sur les questions urbaines à Liège, auteur : Simon Ancion (architecte et membre de l’asbl UrabAgora) et Jimmy Thonon (architecte et membre de l’asbl UrabAgora), https://lechainonmanquant.be/en-ville/piscine_eveche.html, mis en ligne le 25 décembre 2014, consulté le 25 octobre 2019.

- « Avenir du site des Prémontrés », schreuer.org, site de François Schreuer, auteur : François Schreuer (conseillé communale de la Ville de Liège au nom de la Coopérative politique VEGA, directeur en chef de la revue « Dérivation »,…), https://www.schreuer.org/conseil/interpellations/avenir-du-site-des-premontres.html, mis en ligne le 24 octobre 2016, consulté le 26 octobre 2019.

- « EGAU – Grand Séminaire _ Robin Dufayard», vimeo.com, plateforme de vidéos, auteur : Robin Dufayard (Membre du AlIce lab, laboratoire d’informatique pour la conception et l’image en architecture de la faculté d’architecture de l’ULB, La Cambre), https://www.schreuer.org/conseil/interpellations/avenir-du-site-des-premontres.html, mis en ligne le 11 octobre 2017, consulté le 13 novembre 2019.

#### Livres
- Sébastien Charlier et Thomas Moor (dir.), Guide d'architecture moderne et contemporaine 1895-2014 – Liège, Edition Margada - Cellule architecture de la Fédération Wallonie-Bruxelles, 2014, 399 p.

#### Documents numérisés
- Plan Communal d'Aménagement n°44/6 dit « Prémontrés » modifiant le PPA 44  (dossier présenté le 22 mai 2017 en commission du Conseil de Liège par une représentant de la société Thomas et Piron), mai 2007 (lire en ligne [PDF])
- Proposition de classement comme monument et site de la piscine du grand séminaire  (Proposition fournie par la chambre provinciale de Liège à la région wallonne-Commission Royale des monuments, sites et fouilles), mai 2016 (lire en ligne [PDF])

#### Revues
- Cohen Maurizio et Sébastien Charlier (dir.), « Le groupe EGAU », Revue Art&Fact, no 29 l'architecture au XXe siècle à Liège,‎ 2010, p. 86-88